# 우먼 인 블랙
《우먼 인 블랙》(영어: The Woman in Black)은 2012년 공개된 고딕 초자연 공포 영화이다.

## 출연진
- 대니얼 래드클리프
- 키어런 하인즈
- 재닛 맥티어
- 리즈 화이트
- 로저 앨럼
- 팀 맥멀런
- 제시카 레인
- 대니얼 서퀘이라
- 숀 둘리
- 메리 스토클리
- 데이비드 버크
- 소피 스터키
- 이퍼 도허티
- 빅터 맥과이어
- 알렉시아 오즈번
- 알리사 하자노바
- 시드니 존스턴

## 기타 제작진
- 공동 제작: 폴 리치
- 배역: 캐런 린지스튜어트
- 미술: 케이브 퀸
- 의상: 키스 매든
- 분장: 시더니 에서턴
- 보철 감독: 폴 하이엇